# Oryzias melastigmus
Oryzias melastigmus är en fiskart som först beskrevs av Mcclelland, 1839.  Oryzias melastigmus ingår i släktet Oryzias och familjen Adrianichthyidae. IUCN kategoriserar arten globalt som livskraftig. Inga underarter finns listade i Catalogue of Life.